# Nippon Cargo Airlines
Nippon Cargo Airlines – japońskie linie lotnicze cargo z siedzibą w Tokio. Głównym węzłem jest port lotniczy Narita.

## Flota
Według stanu na maj 2025 flota Nippon Cargo Airlines składała się z 8 samolotów o średnim wieku 12,7 lat:
| Samolot       | Samolot | Samolot   | Uwagi |
| Model         | Aktywne | Zamówione | Uwagi |
| ------------- | ------- | --------- | ----- |
| Boeing 747-8F | 8       | -         |       |
| Łącznie       | 8       | 0         |       |

## Porty docelowe
Linie w 2025 realizowały połączenia do 13 portów lotniczych w 8 krajach Azji Południowo-Wschodniej, Europy Zachodniej i Stanów Zjednoczonych.